# Богослужбовий одяг

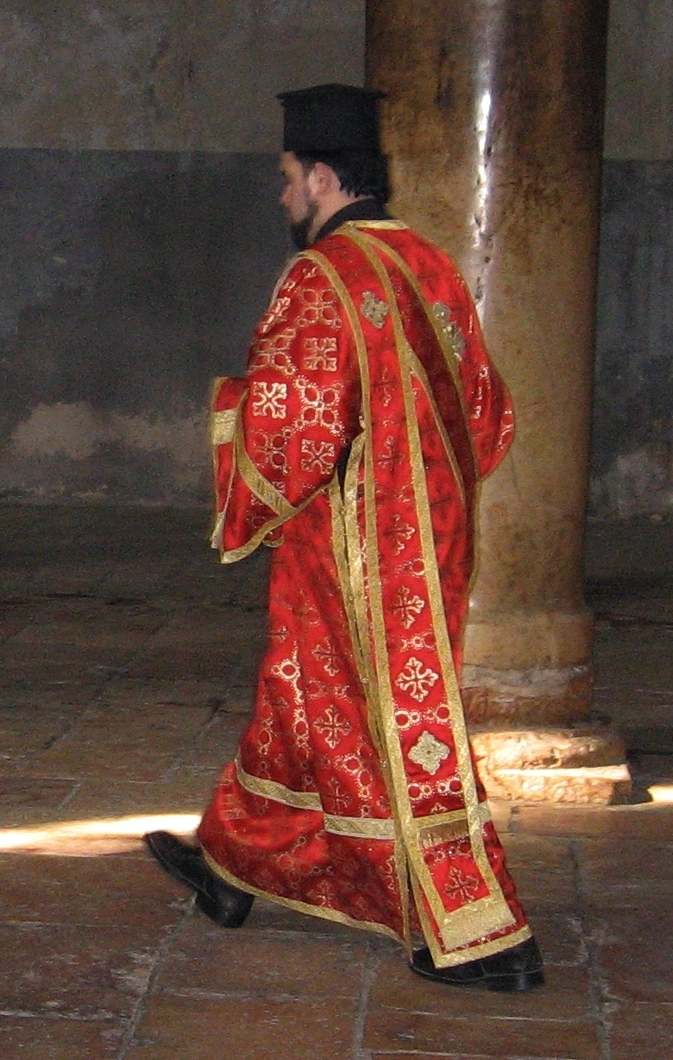
Дияконське облачення

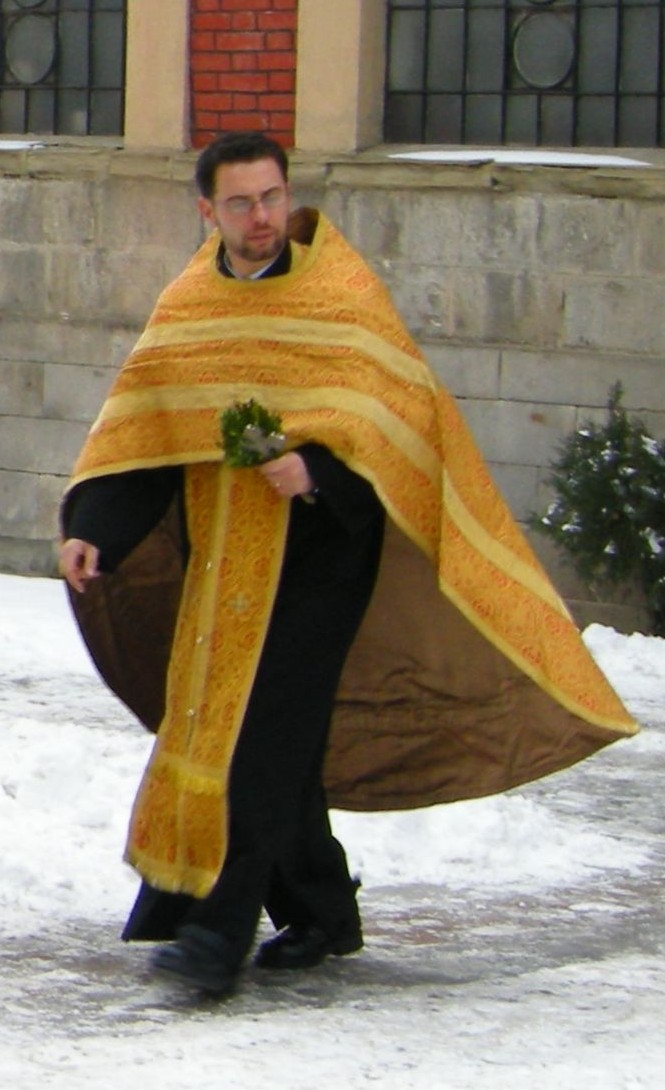
Священницьке облачення

Богослужбовий одяг, богослужбове облаче́ння, ри́зи — богослужбовий одяг (облачення) священнослужителів, найчастіше зі золотої або срібної парчі — в українських церквах також з полотна, прикрашеного вишивкою. Різним ступеням священства при богослужбах належать окремі ризи (зазвичай з назвами грецького походження) — і вищий чин облачається у ризи нижчого зі додатком своїх.

## Православ'я та Греко-католицизм

### Дияконське облачення
- Стихар — довгий одяг з рукавами
- Орар — довга широка стяжка через плечі
- Нарукавники (поручі) — манжети на зап'ястках

### Священницьке облачення
- Стихар з легкої тканини (підризник)
- Єпитрахиль — дияконський орар, складений удвоє, що охоплює шию і спереду спускається униз.
- Пояс
- Нарукавники
- Фелон (риза) — накидка без рукавів, прикрашена хрестами.
- Набедреник (як відзнака)

### Облачення архієрея

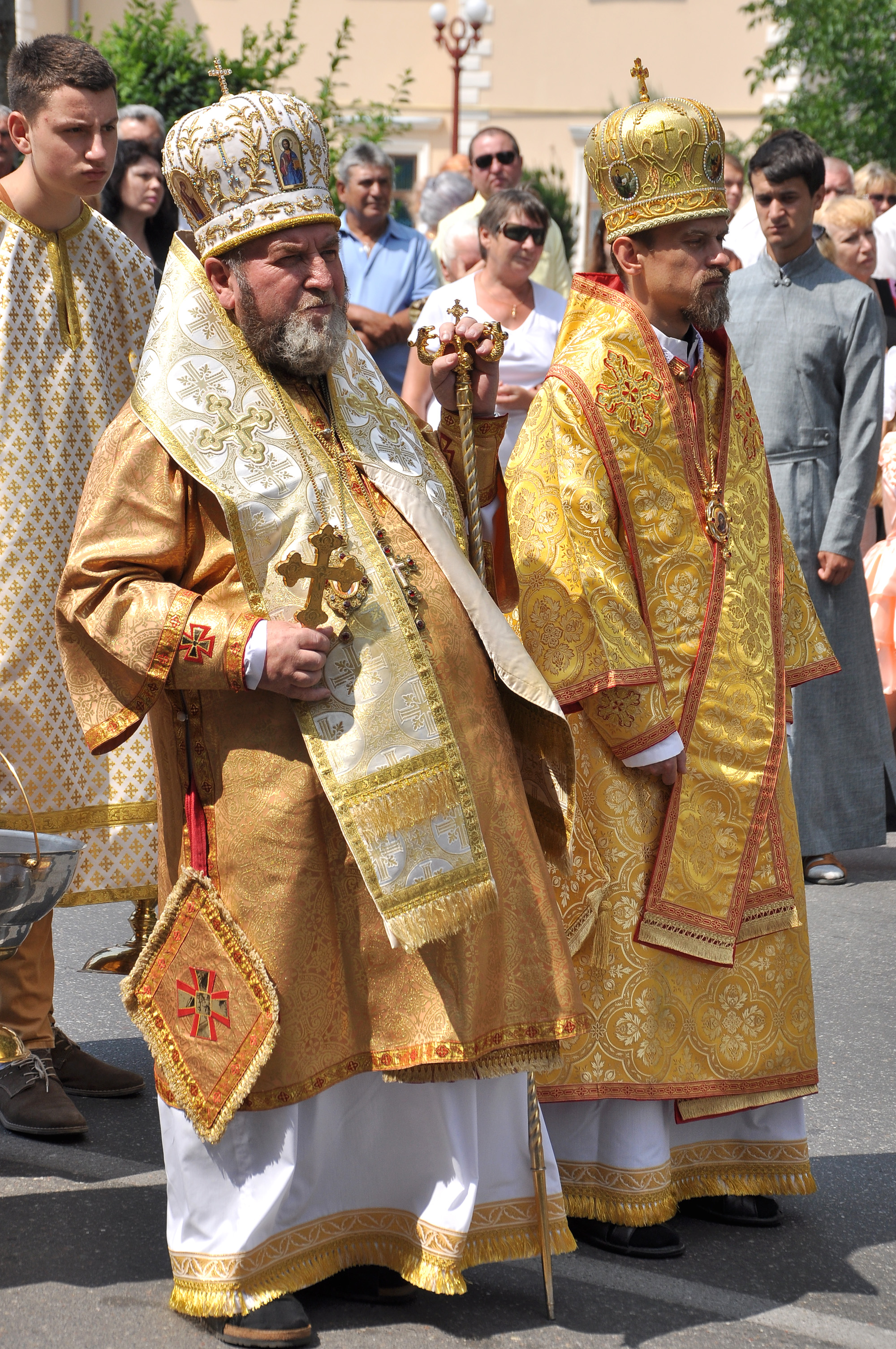
Єпископи (греко-католицькі) в облаченнях

Облачення єпископа (архієрея) включає такі елементи: підризник, єпитрахиль, пояс, поручі, сакос, палиця, омофор, митра, панагія і хрест.
Замість фелона єпископ має сакос і на нього накладає ще омофор, що покриває плечі, і палицю або набедренник, яку носять також відзначені заслужені священники. У ризи вбираються з відповідними молитвами, пов'язані з символізмом кожної їхньої складової (стихар — чисте сумління, пояс — духовна сила і т. д.).
Ризи українського православного і католицького духовенства незначно відрізняються формою, особливо дияконський стихар («далматика»), фелон та омофор. Приміщення в церкві, де зберігаються ризи і священне начиння, знаходиться біля вівтаря і зветься ри́зницею.

## Інше

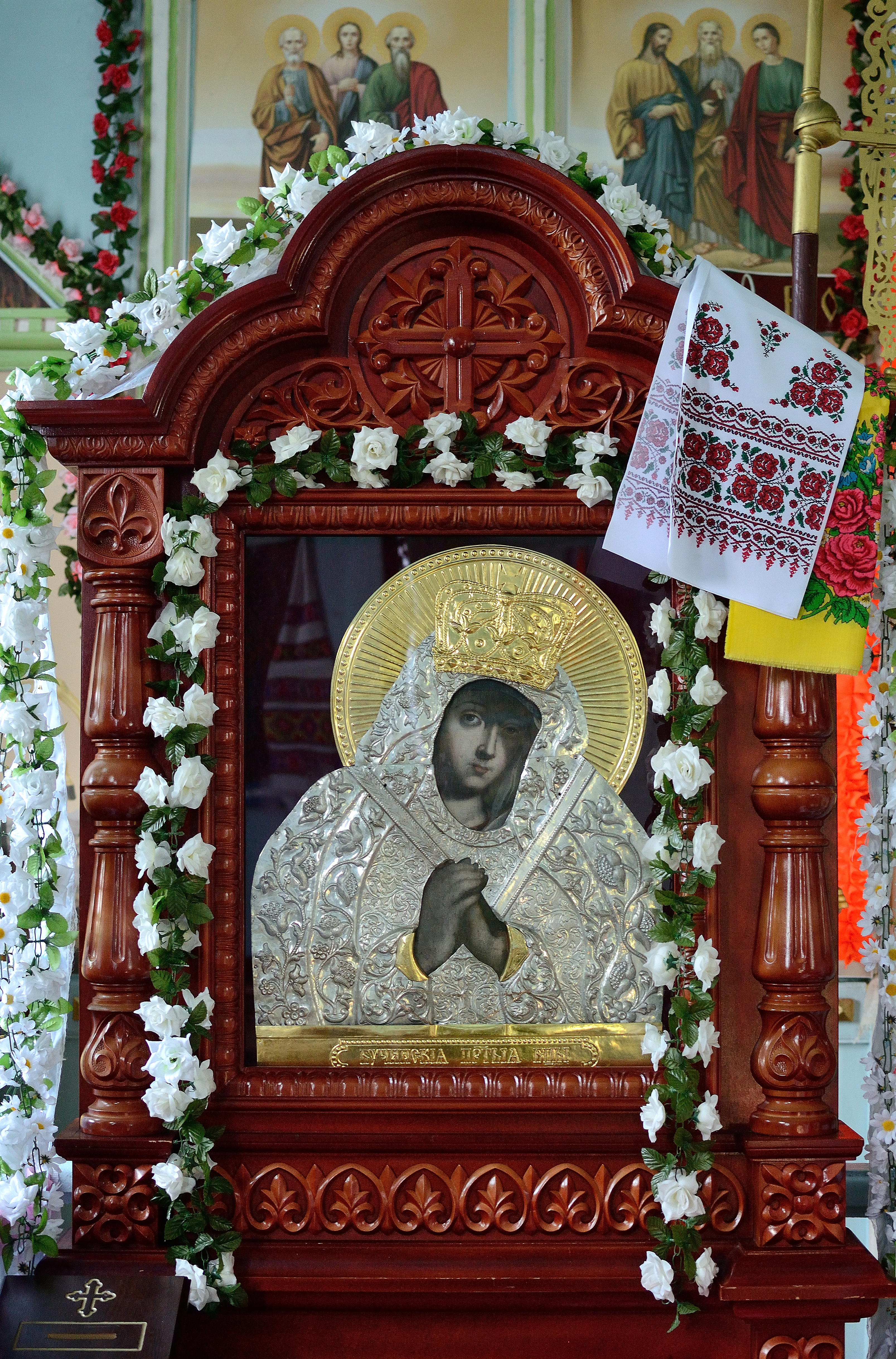
Бучинська Ікона Божої Матері в срібній ризі

Ризою також зветься накладена на ікони позолочена або посріблена фольга, іноді з шляхетного металу та з дорогоцінним камінням, що й спричинило масове нищення образів в СРСР під час відбирання церковних цінностей.

### Протестантизм

## Галерея

### Звичайний

#### Римо-католицький

Папа
Кардинал
Єпископ
Священик/Диякон
Каноніки
Бенедиктинці

#### Англіканський

Єпископ
Канонік
Священник
Читець

#### Східнокатолицький і православний

Патріарх
Митрополит
Єпископ
Священик
Ієромонах
Схимник
Монах
Читець

## Літургійний одяг

### Православ'я
|                                                          |                                  |                                           |                               |                                  |                                                |
| Священник служить Літургію на собі має нагороду - Палицю | Священник одягнений для Літургії | Священник служить Літургію і менші служби | Диякон одягнений для Літургії | Іподиякон одягнений для Літургії | Прислужник біля вівтаря одягнений для Літургії |